# Fridtjof Nansen (Schiff, 1919)
Die Fridtjof Nansen ist ein stählerner dreimastiger Marssegelschoner.

## Geschichte

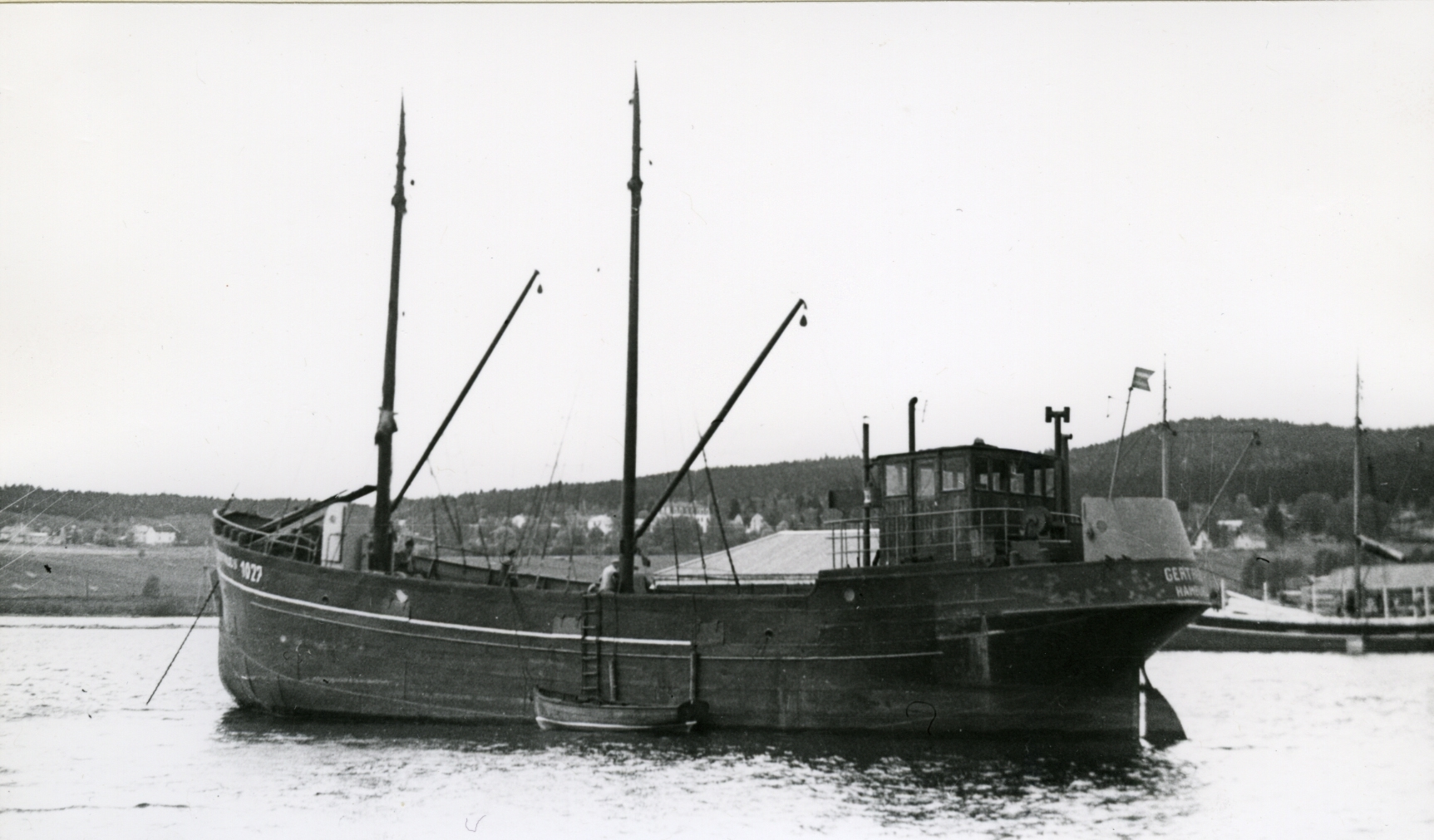
Die Gertrud II im Jahr 1950

Im März 1919 auf der Werft Kalundborg Skibsværft als Frachtgaffelschoner mit Hilfsmotor gebaut, wurde das Schiff auf den Namen Edith getauft. Auftraggeber des Baus war die Firma Frøede A/S. 1922 folgte der Kauf durch die Reederei P. F. Cleeman in Aabenraa (Dänemark), für die sie unter dem Namen Frederik Fischer fuhr.
1927 gelangte das Schiff nach Deutschland. Unter dem neuen Eigner Kapitän M. P. F. Leistikow aus Arnis trug es den Namen Gertrud II und fuhr mit Heimathafen Hamburg. Von Leistikow wurde das Schiff Ende 1934 an Kapitän H. F. P. Morgenroth verkauft.
Die Hauptmaschine wurde 1936 nach einem Kollaps gegen ein Ausstellungsstück auf der Leipziger Messe von den Maschinentypen der Deutschen Werke mit 150 PS ausgewechselt. Der Einbau erfolgte auf der Schichau-Werft in Danzig.
Ab 1938 fuhr das Schiff unter Kapitän Hinrich C. Jungclaus aus Niederochtenhausen weiterhin mit Heimathafen Hamburg dreiundvierzig Jahre meist unter Maschinenkraft als Küstenmotorschiff über die Ostsee; die Reisen führen von Mecklenburg und Pommern nach Ostpreußen, Schweden, Norwegen und Finnland.
Bei Ausbruch des Zweiten Weltkrieges lag der Schoner in Greifswald. 1944 wurde er für Flüchtlingstransporte eingesetzt und rettete über 500 Flüchtlingen das Leben.
1952 wurde das Schiff auf 43,33 m verlängert. Bis 1953 fuhr es Koks und Briketts von Stralsund zu dänischen Häfen, danach diente es dem Transport von Futterkartoffeln und Getreide. 1981 erwarb Kapitän Hanns Temme als neuer Eigner die Gertrud II, unter dem sie weitere fünf Jahre lang Ernteprodukte transportierte. Danach wurde sie 1986 als Lagerschiff in Arnis an der Schlei aufgelegt.

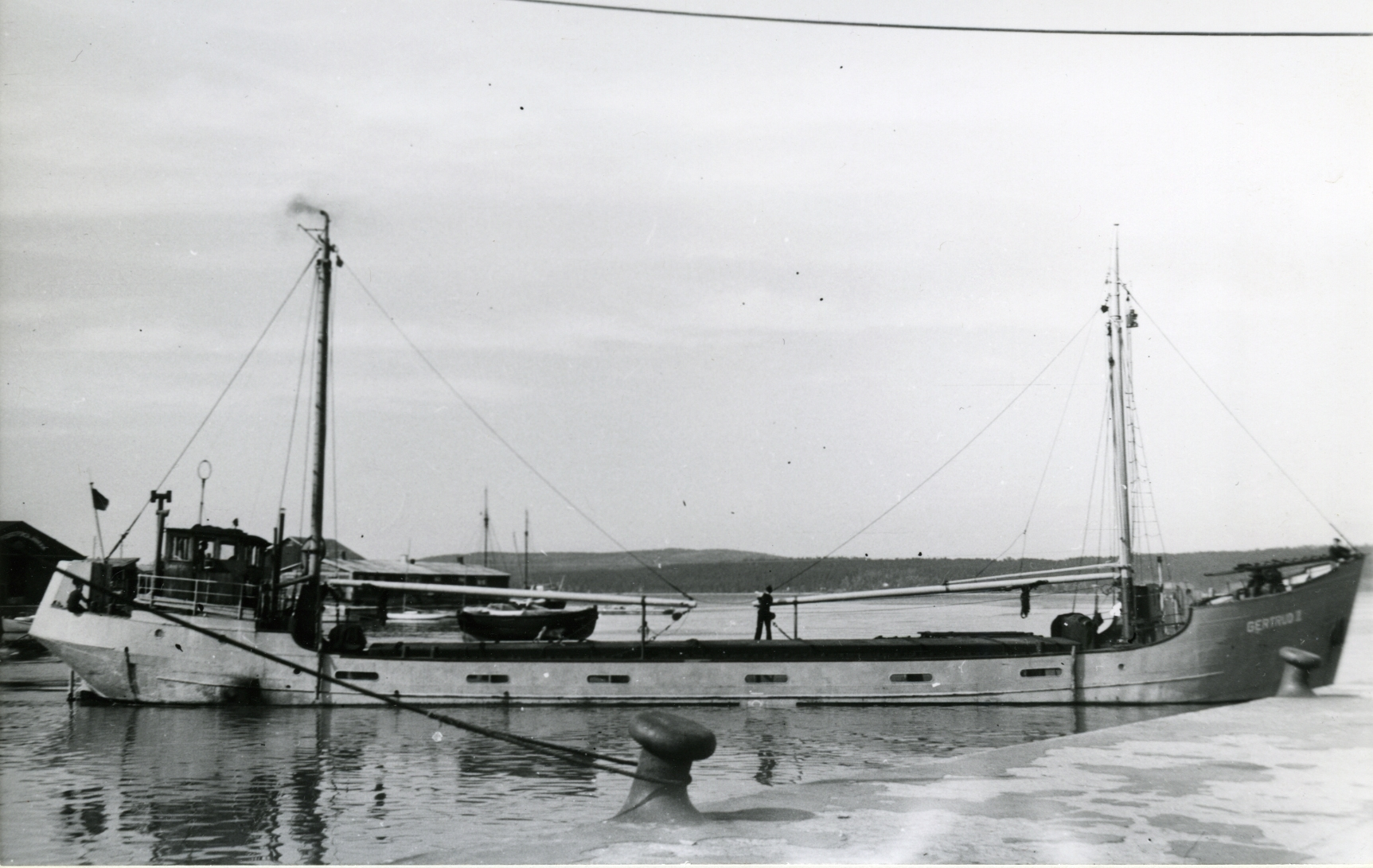
Die Gertrud II nach der 1952 erfolgten Verlängerung

Im Rahmen einer Arbeitsbeschaffungsmaßnahme auf der Wolgaster Peene-Werft 1991 erfolgte der Umbau zum Dreimast-Großtoppsegelschoner mit Breitfock. Am 25. März 1992 wurde das Schiff auf der Peene-Werft von der Enkelin des norwegischen Forschers Fridtjof Nansen, Margret Greve, auf den Namen Fridtjof Nansen getauft.
1992/93 machte das Schiff nach seiner Taufe und einer Probefahrt in der Ostsee seine erste lange Reise nach dem Umbau. Die Reise führte das Schiff von Deutschland aus über Frankreich bis in die Karibik. Von dort aus ging es zurück über die Azoren bis nach Island, wo das Schiff dann als internationales Jugendcamp der ICE-SAIL-Expedition von Arved Fuchs für Jugendliche aus 26 Ländern eingesetzt wurde.
Im Winterhalbjahr 1993/94 war das Schiff sieben Monate mit dem High-Seas-High-School-Projekt unterwegs. In diesem Zeitraum fuhr das Schiff von Deutschland aus durch den Englischen Kanal in Richtung Karibik. Von dort aus ging es durch den Panamakanal in den Pazifischen Ozean nach Ecuador. Die nächste Etappe führte das Schiff dann mit den Schülern und einer internationalen archäologischen Gruppe zu den Galápagos-Inseln und von dort aus nach Costa Rica. Nach einem Zwischenstopp in Kuba ging es wieder über Bermudas und die Azoren zurück nach Deutschland.
Eine Galionsfigur am Bug erhielt das Schiff 1997 zur Kieler Woche. Die Galionsfigur stellt einen Eskimo-Jäger mit einer Knochenharpune dar und wurde aus einem Ulmenstamm gefertigt. Im Sommer nahm das Schiff am Tall Ships’ Race von Aberdeen über Trondheim und Stavanger nach Göteborg teil.
ARD und ARTE zeigten im Sommer 2005 die Fridtjof Nansen in einer sechsteiligen Fernsehreportage mit dem Titel Windstärke 8 – Das Auswandererschiff 1855. Für die Reality-TV-Serie waren vor allem Anpassungen der Inneneinrichtung nötig. Moderne Einrichtungen wurden entweder entfernt oder – sofern insbesondere für Sicherheitsauflagen notwendig – optisch versteckt. Auch der moderne Name wurde vorübergehend geändert; in der Serie fuhr das Schiff unter dem zeitgenössischen Schiffsnamen nachempfundenen Namen Bremen.
In den Jahren 2007 bis 2019 war das Schiff von April bis Oktober mit Jugendgruppen von Wismar aus auf der Ostsee unterwegs.
Im März 2022 wurde die Fridtjof Nansen an die irische Organisation „Seas Your Future“ verkauft und verließ am 31. März 2022 deutsche Gewässer mit Kurs auf Bristol.

## Das Sea-Scape-Projekt
Im Rahmen des Projektes Sea Scape plante der Maler Klaus Böllhoff die farbige Gestaltung der Segel der Fridtjof Nansen. In der Stralsunder Marienkirche ist ein Modell dieses Projektes zu sehen.